# Michael Matthews (cyclisme)
Pour les articles homonymes, voir Michael Matthews et Matthews.
Michael Matthews, né le 26 septembre 1990 à Canberra, est un coureur cycliste australien. 
En 2010, juste avant de passer professionnel dans l'équipe néerlandaise Rabobank, il devient champion du monde sur route espoirs sur le circuit de Melbourne. Vainqueur d'étapes sur les trois grands tours, il a également remporté le maillot vert du classement par points du Tour de France en 2017. La même année, il est champion du monde du contre-la-montre par équipes à Bergen en Norvège. Il s'illustre également sur les courses d'un jour, avec des succès sur le Grand Prix cycliste de Québec en 2018, 2019 et 2024, sur le Grand Prix cycliste de Montréal en 2018 et la Bretagne Classic en 2020. Il est vice-champion du monde en 2015, ainsi que médaillé de bronze en 2017 et 2022.

## Biographie

### Débuts en Australie
Michael Matthews se fait connaître en Australie en remportant le championnat d'Australie sur route cadets en 2006. En 2008, alors qu'il court en juniors, il remporte deux étapes du Tre Ciclistica Bresciana, une étape du Grand Prix Général Patton qu'il termine à la deuxième place du classement général et une étape du Tour of the Murray River. Il confirme en 2009 en remportant en février la médaille d'argent aux championnats d'Océanie espoirs. Il rejoint alors l'équipe AIS. Il part courir en Europe, où il termine notamment 2e du Gran Premio della Liberazione derrière Sacha Modolo. À son retour en Australie, il participe à l'édition suivante des championnats d'Océanie, et remporte le titre de la course en ligne professionnel et espoir et du contre-la-montre espoirs.
Ces succès lui permettent de participer dans l'équipe d'Australie au Tour Down Under 2010, qu'il termine 82e. Il profite néanmoins de sa bonne forme pour remporter une étape du Tour de Wellington, qu'il termine cinquième, puis pour remporter deux étapes du Tour de Langkawi, début mars. En 2010, il espère briller sur les courses de la Coupe des Nations espoirs et au championnat du monde en Australie. Au cours du mois de mai, il remporte la première étape du Tour du Japon, disputée contre-la-montre. Il prend la huitième place du Tour de l'Avenir, sans pouvoir remporter d'étape. Il fait figure de favori pour les championnats du monde espoirs organisé chez lui, en Australie qu'il remporte au sprint,. De ce fait, il s'assure la victoire de la sixième édition de l'UCI Oceania Tour.

### 2011-2012: chez Rabobank
Entre 2011 et 2012, il évolue au sein de l'équipe Rabobank où il passe professionnel,. Il s'illustre d'abord en Australie sur le Tour Down Under en remportant la troisième étape de l'épreuve. Il prend la quatrième place du classement général. Au Tour de l'Algarve, il se classe trois fois parmi les cinq premiers sur des arrivées massives. Il renoue au mois de mars avec la victoire sur le Tour de Murcie avant de s'imposer, encore une fois au sprint, sur le Tour de Cologne, fin avril.
En 2012, après avoir terminé à la neuvième place de la première course UCI World Tour de l'année, le Tour Down Under, il remporte la Clásica de Almería devant le Slovène Borut Božič de la formation Astana. Le jeune Australien, s'aligne ensuite sur le Tour de l'Utah où il remporte la troisième étape et termine au pied du podium de la suivante. Michael Matthews signe dans la formation australienne Orica-GreenEDGE pour l'année 2013.

### 2013-2016: chez Orica

#### 2013: victoires d'étapes sur le Tour d'Espagne

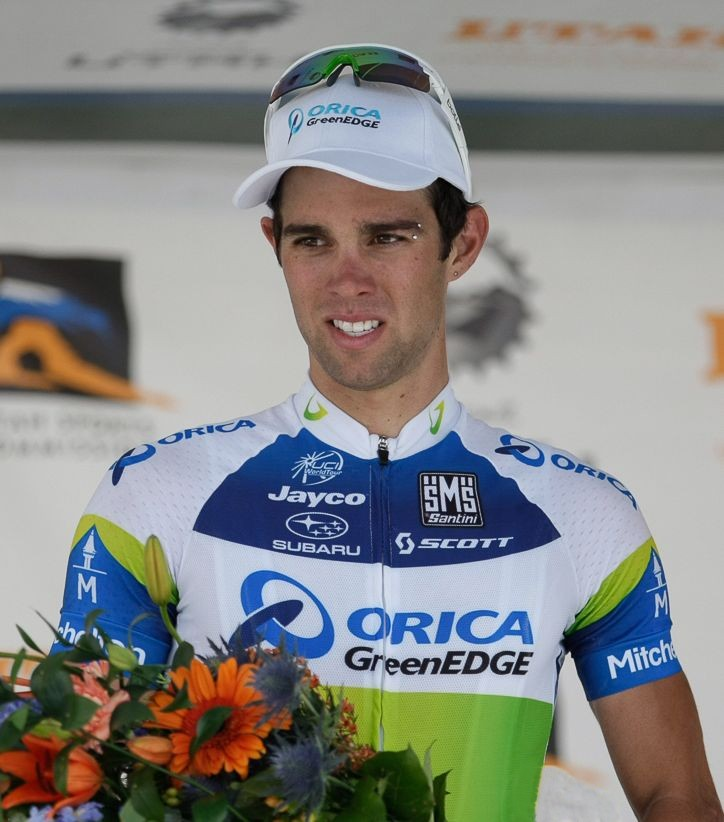
Michael Matthews lors de sa victoire sur la 2e étape du Tour de l'Utah 2013.

Il commence sa première saison dans l'équipe australienne  avec notamment une troisième place au championnat d'Australie contre-la-montre puis une seconde derrière son coéquipier Luke Durbridge. Après une participation à plusieurs classiques espagnoles ainsi qu'à Paris-Nice, il réalise son premier résultat significatif en Europe de la saison avec une seconde place sur le Tour de La Rioja derrière Francesco Lasca. Il prend le départ ensuite du Tour du Pays basque puis du triptyque ardennais avec l'Amstel Gold Race (abandon), la Flèche wallonne (112e) et Liège-Bastogne-Liège (128e). Il finit sa première partie de saison avec une participation au Tour de Romandie.
Il reprend ensuite la compétition au Tour de Californie où il est battu à plusieurs reprises, notamment par le Slovaque Peter Sagan.
En août et pour sa dernière partie de saison, il remporte sa première victoire de la saison lors de la deuxième étape du Tour de l'Utah, à l'issue de laquelle il porte la maillot de leader de l'épreuve, puis récidive lors de la quatrième étape. À la fin du mois, il participe pour la première fois au Tour d'Espagne, son premier grand tour, avec notamment l'objectif de bien figurer dans les sprints de l'épreuve. Après notamment une troisième place lors de la 4e étape derrière Daniel Moreno et Fabian Cancellara, il remporte au sprint la 5e devant Maximiliano Richeze et Gianni Meersman, sa première victoire majeure. Il récidive lors de la dernière étape à Madrid en devançant Tyler Farrar et Nikias Arndt. Il est sélectionné pour participer à la course en ligne des championnats du monde sur route organisés à Florence en Italie. Il ne termine pas la course.
Il termine la saison au 89e rang du classement final de l'UCI World Tour.

#### 2014-2016: leader sur la Vuelta et le Giro
Au Tour d'Italie 2014, Matthews gagne les 1re (contre-la-montre par équipes) et 6e étapes et a le maillot rose pendant six jours. Il chute durant la neuvième étape et décide d'abandonner à l'issue de la dixième. Il remporte par la suite une étape du Tour d'Espagne et porte le maillot rouge de leader. Il est sélectionné pour la course en ligne des championnats du monde.

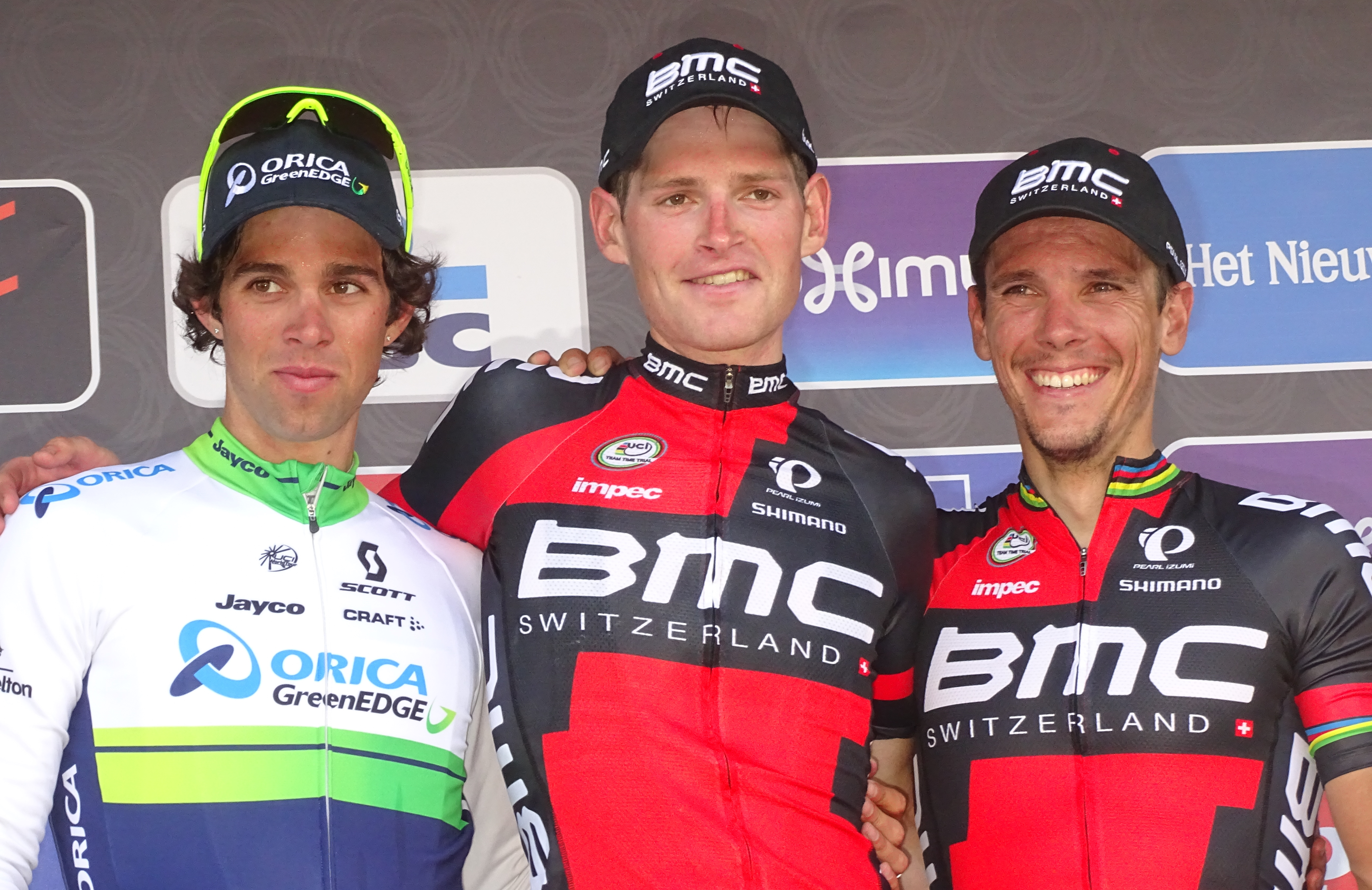
Podium de l'édition 2015 de la Flèche brabançonne : Michael Matthews (2e), Ben Hermans (1er) et Philippe Gilbert (3e).

Il cumule les places d'honneur sur les classiques du printemps en terminant 3e de Milan-san Remo, 2e de la Flèche brabançonne et 3e de l'Amstel Gold Race. Il remporte une étape du Tour d'Italie et, comme l'année précédente, porte le maillot rose. Gravement blessé lors d'une chute du Tour de France, il ne peut pas peser sur la course. En fin de saison, il remporte la médaille d'argent aux Mondiaux de Richmond derrière Peter Sagan.

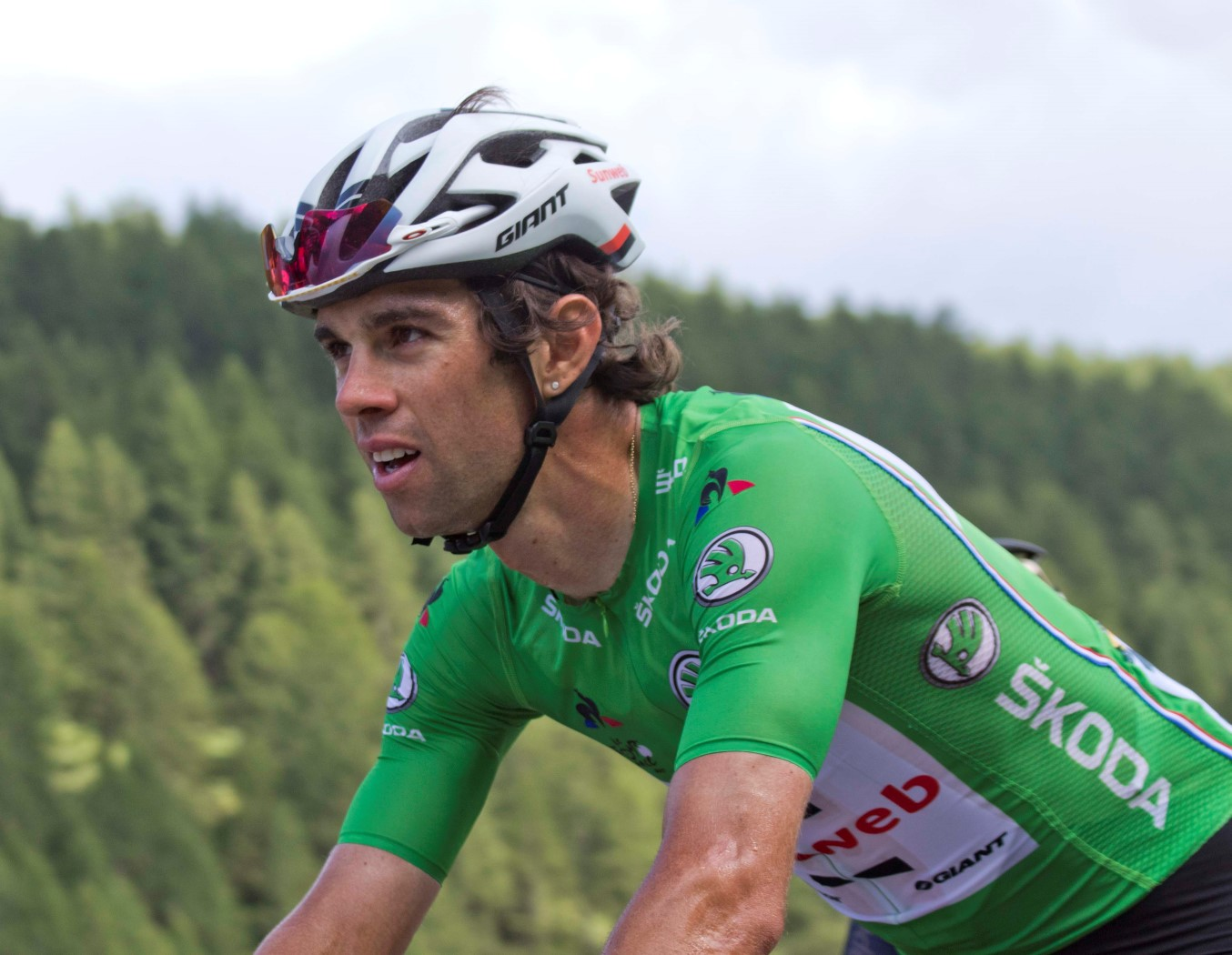
Matthews avec le maillot vert sur le Tour de France 2017.

Il commence sa saison 2016 lors de Paris-Nice, où il remporte tout d'abord le prologue. Initialement dominé par Nacer Bouhanni lors de la deuxième étape, le Français est déclassé pour sprint irrégulier ce qui permet à Matthews de remporter l'étape. En juillet, il remporte la 10e étape du Tour de France à Revel. En août il signe un contrat de trois ans avec la formation Sunweb.

### 2017-2020: chez Sunweb

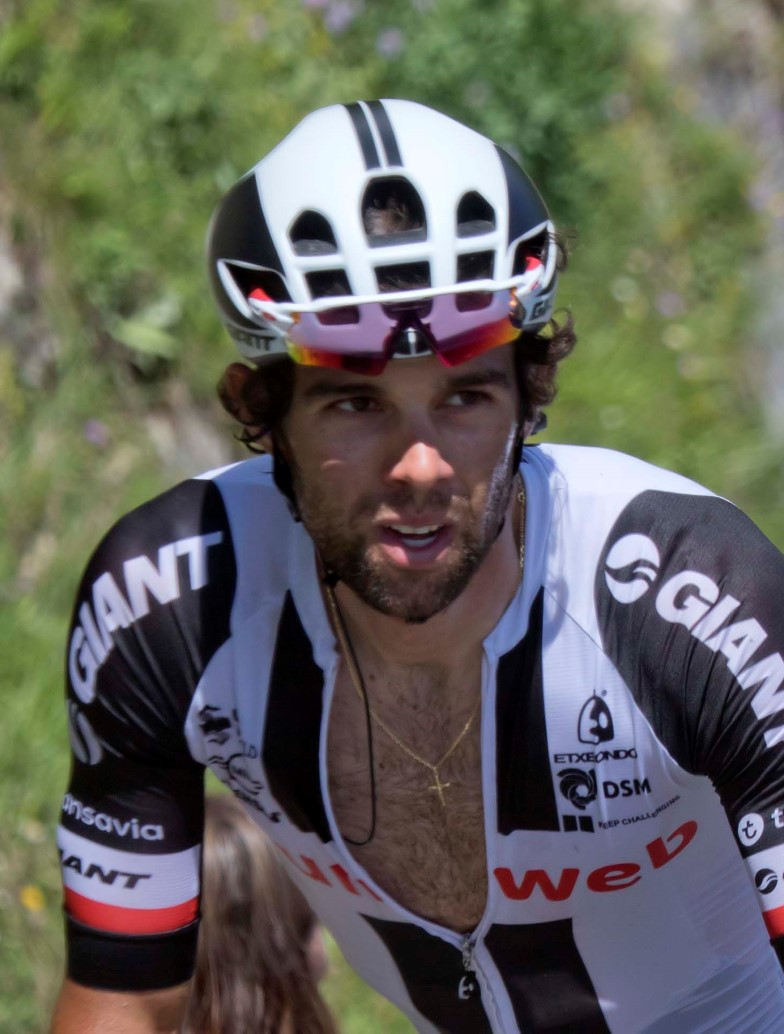
Matthews lors du Tour de France 2017.

#### 2017: maillot vert du Tour de France
Michael Matthews débute sous ses nouvelles couleurs lors de Paris-Nice mais ne réalise pas de résultats probants. Après une douzième place sur Milan-San Remo, il est notamment au départ du Tour du Pays basque. Il y remporte la première étape au sprint devant ses compatriotes Jay McCarthy et Simon Gerrans et porte le maillot de leader deux étapes. Après une seconde place trois secondes derrière le Slovène Primož Roglič, il finit second du classement par points devancé par l'Espagnol Alejandro Valverde. Il participe ensuite à la campagne des classiques ardennaises avec notamment une 10e place sur l'Amstel Gold Race à un peu plus d'une minute du vainqueur Philippe Gilbert et une quatrième sur Liège-Bastogne-Liège à trois seconde de Valverde et dans le même temps que le Polonais Michał Kwiatkowski.
Après un peu plus d'un mois sans compétition, il remet un dossard à l'occasion du Tour de Suisse où il est opposé à plusieurs autres sprinteurs comme Peter Sagan ou John Degenkolb. Il y remporte au sprint la troisième étape devant le Slovaque et l'Allemand.
Il remporte les 14e et 16e étapes du Tour de France et le classement par points. En fin de saison, il termine 3e des Mondiaux de Bergen derrière Peter Sagan et Alexander Kristoff.

#### 2018-2020: victoires sur les classiques
Sa saison 2018 est notamment axée sur les classiques du printemps avec notamment Milan-San Remo ou les classiques ardennaises. Il effectue sa première course lors de Circuit Het Nieuwsblad, qu'il abandonne à la suite d'une chute. Souffrant d'une « fracture non déplacée de la grosse tubérosité de l'épaule gauche », il est forfait pour les Strade Bianche, mais rétabli à temps pour prendre la septième place de Milan-San Remo. Durant les dix jours qui suivent, il est treizième du Grand Prix E3 et de Gand-Wevelgem. Après avoir disputé le Tour du Pays basque, il est aligné sur les classiques ardennaises. Écarté dans le final de l'Amstel Gold Race par une crevaison, il prend la cinquième place de la Flèche wallonne puis déçoit sur Liège-Bastogne-Liège, en terminant à neuf minutes du vainqueur. Deux jours plus tard, il obtient sa première victoire de la saison lors du prologue du Tour de Romandie. En août il remporte la 7e étape du BinckBank Tour et termine second du classement général de cette course. Il monte aussi sur la troisième marche du podium lors de la Bretagne Classic. En septembre, il devient le deuxième coureur, quatre ans après son compatriote Simon Gerrans, à réaliser le doublé Grand Prix cycliste de Québec-Grand Prix cycliste de Montréal.
En 2019, pour sa reprise en mars, il est douzième du Circuit Het Nieuwsblad. Une semaine plus tard, il chute dès la première étape de Paris-Nice et doit abandonner en raison d’un traumatisme crânien ayant entraîné une perte de connaissance. Il fait son retour sur Milan-San Remo, où il se classe douzième en terminant tout près du groupe de tête sorti dans le Poggio. Il obtient ses premières victoires de la saison au Tour de Catalogne où il s'impose deux fois au sprint. Engagé sur les classiques belges du premier semestre, il termine sixième du Tour des Flandres et huitième de la Flèche wallonne au mois d'avril. Il dispute le Tour de France pendant l'été mais il n'y connait guère de réussite et n'obtient qu'une anonyme soixante-septième place au classement général final. Au mois de septembre, il s'adjuge une deuxième victoire au Grand Prix cycliste de Québec devant Peter Sagan et Greg Van Avermaet.
La pandémie de Covid-19 qui sévit dans le monde et l'annulation des courses qui en découle ne permettent pas au coureur australien de glaner le moindre succès au premier semestre 2020. De retour à la compétition durant l'été, il se classe troisième de Milan-San Remo malgré une chute dans les derniers kilomètres et gagne la Bretagne Classic devant Luka Mezgec et Florian Sénéchal. Il se classe ensuite septième des mondiaux et termine cinq des neuf premières étapes du Tour d'Italie dans le top 10, avec notamment une deuxième place derrière Arnaud Démare lors de la 6e étape. Néanmoins, lors de la première journée de repos, il est testé positif au SARS-CoV-2 ce qui entraîne son retrait de la course et met fin à sa saison. Non retenu pour le Tour de France, Matthews, initialement sous contrat avec son équipe jusqu'en fin d'année 2021, se voit autorisé par celle-ci à la fin du mois d'août à chercher un nouvel employeur pour la saison 2021.

### Depuis 2021: retour chez BikeExchange/Jayco

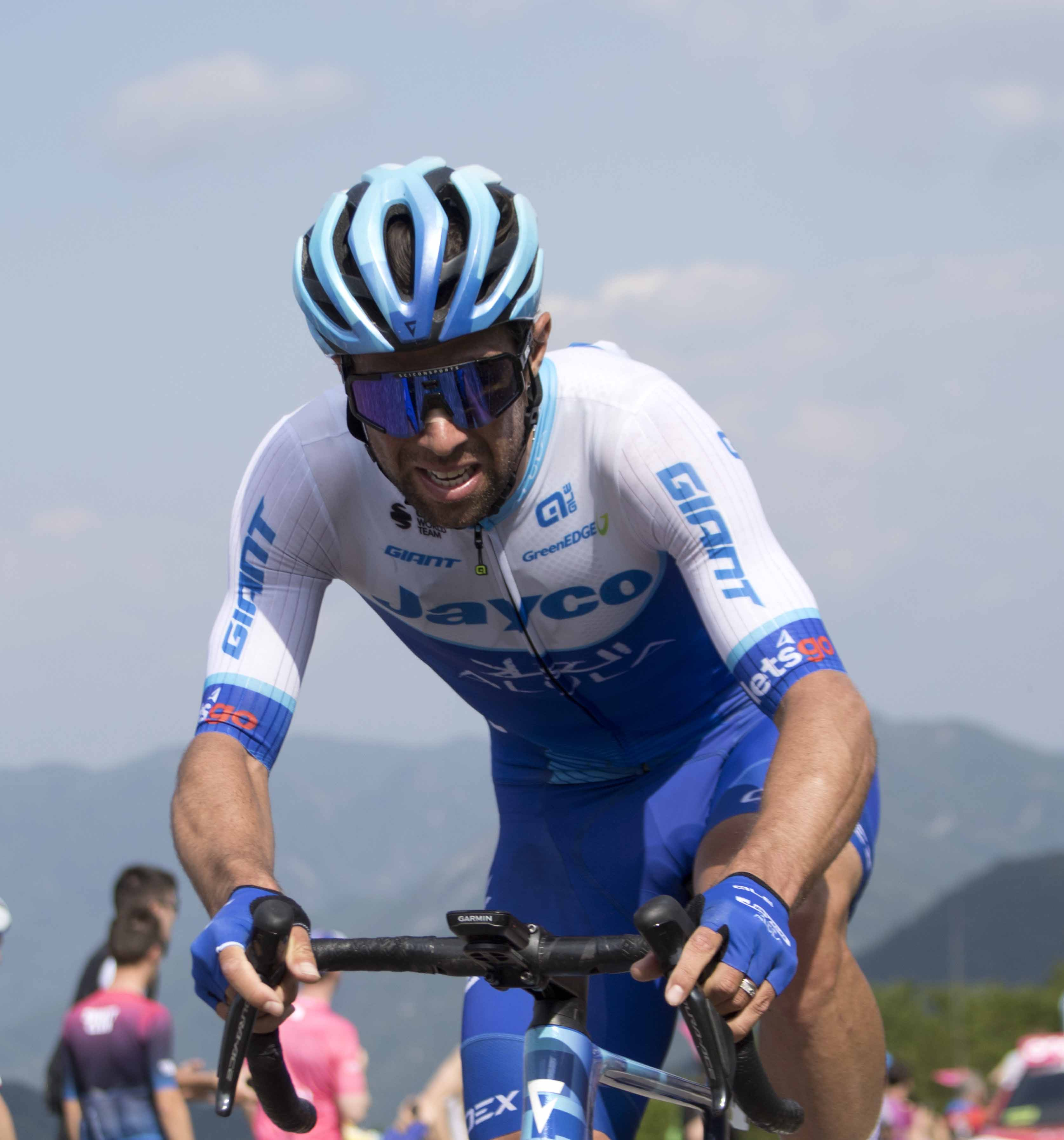
Matthews lors du Tour d'Italie 2023.

En 2021, il fait son retour au sein de l'équipe australienne BikeExchange. Après deux podiums sur des étapes de Paris-Nice et un jour en jaune, il est sixième de Milan-San Remo, puis cinquième de Gand-Wevelgem, mais termine seulement 21e du Tour des Flandres. Le 18 avril, il décroche son meilleur résultat de la saison sur les classiques avec une quatrième place sur l'Amstel Gold Race. Il s'aligne sur le Tour de France, avec l'ambition de gagner des étapes et le maillot vert qu'il a déjà remporté en 2017. Très régulier, il accumule un total de sept top 10 d'étapes dont deux podiums (2e de la première étape, 3e de la seizième étape) et termine au deuxième rang du classement par points avec 46 points de retard sur Mark Cavendish. Il dispute le Tour d'Espagne pour la troisième fois de sa carrière, mais contrairement à ses deux autres participations, il échoue à gagner une étape, malgré 7 tops dix. Il clôt sa saison en se classant neuvième d'Eschborn-Francfort et 25e des mondiaux à Louvain.
Il commence sa saison 2022 avec trois tops 6 au Challenge de Majorque. Lors de Milan-San Remo, il passe proche du podium, mais doit se contenter de la quatrième place. Il participe ensuite au Tour de Catalogne, où il gagne au sprint la première étape, devant Sonny Colbrelli qui est victime d'un malaise cardiaque après l'arrivée. Malade, Matthews abandonne deux jours plus tard. En avril, il est onzième du Tour des Flandres, puis septième de la Flèche brabançonne et de l'Amstel Gold Race. Après un bon Tour de Suisse (deux podiums et lauréat du classement par points), il court le Tour de France, où il termine deux fois à la deuxième place à Longwy (6e étape) et à Lausanne (8e étape). Lors de la 14e étape, il est membre de l'échappée qui se joue la victoire à Mende. Opposé à des grimpeurs comme Thibaut Pinot, Marc Soler ou Jakob Fuglsang, il surprend en étant le dernier coureur à suivre Alberto Bettiol. Distancé par l'Italien dans les plus forts pourcentage, il réussit à revenir au mental et à le lâcher dans le final pour décrocher son premier succès sur le Tour depuis 2017. Après ce Tour de France, il signe une extension de contrat avec l'équipe australienne jusqu'en fin d'année 2025. En septembre, en préparation pour les mondiaux, il se classe deuxième du Grand Prix de Québec en réglant le sprint du peloton derrière Benoît Cosnefroy, puis treizième du Grand Prix de Montréal. Lors des championnats du monde à domicile, il est médaillé de bronze du championnat du monde du contre-la-montre par équipes en relais mixte. Annoncé comme l'un des favoris de la course en ligne, il décroche également la médaille de bronze au sprint, après un final décousu.
Il connait une saison 2023 difficile, sa moins réussie en terme de résultats depuis 2013. En janvier, à domicile, il lance pourtant bien son année avec une troisième place au championnat d'Australie, une quatrième place à la Cadel Evans Great Ocean Road Race et une victoire au classement par points du Tour Down Under. Au printemps, une infection au SARS-CoV-2 et plusieurs chutes avec blessures l'empêchent d'obtenir des résultats notables. Aligné sur le Tour d'Italie en mai, il remporte au sprint la  3e étape devant Mads Pedersen. Il s'agit du seul succès de sa saison et de sa troisième victoire d'étape sur le Giro, la dernière remontant à 2015. Le 8 septembre, il se classe au sprint troisième du Grand Prix cycliste de Québec.
Il commence la saison 2024 par une victoire en Espagne sur la Route de la Céramique-Grand Prix Castellón lors d'un sprint massif. En mars, il passe proche de la victoire sur Milan-San Remo, où il se classe deuxième au sprint derrière Jasper Philipsen. Il termine ensuite troisième du Tour des Flandres, mais ce qui aurait pu être un moment fort de sa carrière s'est vu annulé lorsque les juges l'ont déclassé à la onzième place car ils ont considéré qu'il avait dévié de sa trajectoire durant le sprint. Cette décision semble avoir marqué un tournant dans sa saison, car il n'obtient pas de résultat majeur dans les courses suivantes, réalisant un Tour de France qu'il qualifie lui-même de « moyen ». Néanmoins, il réalise une meilleure fin de saison. Lors de sa première participation aux Jeux olympiques, il se classe 15e de la course en ligne. Après un top 10 sur la Bretagne Classic, il gagne pour la troisième fois le Grand Prix cycliste de Québec. Enfin, il fait partie de l'équipe australienne victorieuse du relais mixte par équipes des championnats du monde.

## Vie personnelle
Michael Matthews est marié à la Slovaque Katarína Hajzer qu'il a rencontré lors d'une édition de l'Amstel Gold Race alors qu'elle y était hôtesse. Le couple vit à Monaco.
En raison de son amour pour les piercings et les bijoux, Michael Matthews est surnommé « Bling » en Australie.

## Palmarès et classements mondiaux

### Palmarès en amateur
| - 2006 - Champion d'Australie sur route cadets - 2008 - Prologue et 3eb étape (contre-la-montre) du Tre Ciclistica Bresciana - 2e étape du Grand Prix Général Patton - 7e étape du Tour of the Murray River - 2e du championnat d'Australie de poursuite par équipes juniors - 2e du Grand Prix Général Patton - 8e du championnat du monde sur route juniors - 2009 - Champion d'Océanie sur route - Champion d'Océanie sur route espoirs - Champion d'Océanie du contre-la-montre espoirs - 2e étape du Tour de Bright (contre-la-montre) - Vice-champion d'Océanie du contre-la-montre espoirs - 2e du championnat d'Australie sur route espoirs - 2e du Gran Premio della Liberazione - 3e du championnat d'Australie du contre-la-montre espoirs | - 2010 - UCI Oceania Tour - Champion du monde sur route espoirs - 4e étape du Tour de Wellington - 1re et 3e étapes du Tour de Langkawi - 1re étape du Tour du Japon (contre-la-montre) - 2e et 3e étapes du Ringerike Grand Prix - 1re étape du Tour de Thuringe (contre-la-montre par équipes) - 2e du Trofeo Banca Popolare di Vicenza - 2e du Tour des Flandres espoirs - 2e du Grand Prix de la ville de Felino - 3e du championnat d'Australie sur route espoirs - 3e du championnat d'Australie du contre-la-montre espoirs - 8e du Tour de l'Avenir |

### Palmarès professionnel
| - 2011 - 2e étape de la Jayco Bay Classic - 3e étape du Tour Down Under - 1re étape du Tour de Murcie - Tour de Cologne - 2e de la Jayco Bay Classic - 3e du championnat d'Australie du contre-la-montre - 3e du Grand Prix de Francfort - 4e du Tour Down Under - 2012 - Clásica de Almería - 3e étape du Tour de l'Utah - 9e du Tour Down Under - 2013 - 2e et 4e étapes du Tour de l'Utah - 5e et 21e étapes du Tour d'Espagne - 2e du championnat d'Australie sur route - 2e du Tour de La Rioja - 3e du championnat d'Australie du contre-la-montre - 2014 - Tour de La Rioja - 3e étape du Tour du Pays basque - 1re (contre-la-montre par équipes) et 6e étapes du Tour d'Italie - 1re étape du Tour de Slovénie (contre-la-montre) - 3e étape du Tour d'Espagne - 2e de la Flèche brabançonne - 2015 - 3e étape de Paris-Nice - 1re étape du Tour du Pays basque - 1re (contre-la-montre par équipes) et 3e étapes du Tour d'Italie - 4e étape du Tour de Suisse - 2e étape du Tour d'Alberta - Médaillé d'argent au championnat du monde sur route - 2e de la Flèche brabançonne - 2e du Grand Prix cycliste de Québec - 3e de Milan-San Remo - 3e de l'Amstel Gold Race - 2016 - Prologue et 2e étape de Paris-Nice - Tour de La Rioja - 10e étape du Tour de France - Médaillé de bronze au championnat du monde du contre-la-montre par équipes - 4e de la Bretagne Classic - 4e du Grand Prix cycliste de Montréal - 4e du championnat du monde sur route - 5e de l'Amstel Gold Race - 5e du Grand Prix cycliste de Québec - 2017 - Champion du monde du contre-la-montre par équipes - 1re étape du Tour du Pays basque - 2e étape du Tour de Suisse - Tour de France : - Classement par points - 14e et 16e étapes - 3e de la RideLondon-Surrey Classic - 3e du Grand Prix cycliste de Québec - Médaillé de bronze au championnat du monde sur route - 4e de Liège-Bastogne-Liège - 5e de la Bretagne Classic - 8e de Gand-Wevelgem - 8e du Grand Prix cycliste de Montréal - 10e de l'Amstel Gold Race | - 2018 - Prologue du Tour de Romandie - 7e étape du BinckBank Tour - Grand Prix cycliste de Québec - Grand Prix cycliste de Montréal - 2e de Eschborn-Francfort - 2e du BinckBank Tour - Médaillé d'argent au championnat du monde du contre-la-montre par équipes - 4e de la Bretagne Classic - 5e de la Flèche wallonne - 7e de Milan-San Remo - 2019 - 2e et 6e étapes du Tour de Catalogne - Grand Prix cycliste de Québec - 6e du Tour des Flandres - 8e de la Flèche wallonne - 2020 - Bretagne Classic - 3e de Milan-San Remo - 7e du championnat du monde sur route - 2021 - 4e de l'Amstel Gold Race - 5e de Gand-Wevelgem - 6e de Milan-San Remo - 9e d'Eschborn-Francfort - 2022 - UCI Oceania Tour - 1re étape du Tour de Catalogne - 14e étape du Tour de France - 2e du Grand Prix cycliste de Québec - Médaillé de bronze du championnat du monde sur route - Médaillé de bronze du championnat du monde du contre-la-montre par équipes en relais mixte - 4e de Milan-San Remo - 7e de l'Amstel Gold Race - 2023 - 3e étape du Tour d'Italie - 3e du championnat d'Australie sur route - 3e du Grand Prix cycliste de Québec - 4e de la Cadel Evans Great Ocean Road Race - 2024 - Champion du monde du contre-la-montre par équipes en relais mixte - Route de la Céramique-Grand Prix Castellón - Grand Prix cycliste de Québec - 2e de Milan-San Remo - 7e de la Bretagne Classic - 10e de l'Amstel Gold Race - 2025 - Eschborn-Francfort - 4e de Milan-San Remo - 5e de l'Amstel Gold Race |

### Résultats sur les grands tours
Michael Matthews participe à un total de 15 participations à des grands tours entre 2013 et 2024 avec pour meilleure place finale une 63e position lors du Tour d'Italie 2023. Il a également remporté un total de dix étapes (plus deux contre-la-montre par équipes) avec au moins une victoire sur chaque grand tour. Il a porté les maillots de leader du Tour d'Italie en 2014 et 2015 et du Tour d'Espagne en 2014. Pour finir, il a terminé en tête du classement par points du Tour de France en 2017.

#### Tour de France
8 participations
- 2015 : 152e
- 2016 : 110e, vainqueur de la 10e étape
- 2017 : 69e,  vainqueur du classement par points, vainqueur des 14e et 16e étapes
- 2018 : non-partant (5e étape)
- 2019 : 67e
- 2021 : 79e
- 2022 : 78e, vainqueur de la 14e étape
- 2024 : 89e

#### Tour d'Italie
4 participations
- 2014 : non-partant (11e étape), vainqueur des 1re (contre-la-montre par équipes) et 6e étapes,  maillot rose pendant 6 jours
- 2015 : non-partant (14e étape), vainqueur des 1re (contre-la-montre par équipes) et 3e étapes,  maillot rose pendant 2 jours
- 2020 : non-partant (10e étape)
- 2023 : 63e, vainqueur de la 3e étape

#### Tour d'Espagne
3 participations
- 2013 : 110e, vainqueur des 5e et 21e étapes
- 2014 : 75e, vainqueur de la 3e étape,  maillot rouge pendant 3 jours
- 2021 : 70e

### Classiques et grands championnats
| AB    | Abandon        | HD            | Hors-délais       | NP            | Non-partant      | -               | Pas de participation | ×                     | Pas d'épreuve         |                  |              |                |                      |                           |                   |
| Année | Milan-San Remo | Grand Prix E3 | Tour des Flandres | Gand-Wevelgem | Amstel Gold Race | Flèche wallonne | Liège-Bastogne-Liège | Clásica San Sebastián | Cyclassics de Hamboug | Bretagne Classic | GP de Québec | GP de Montréal | JO - course en ligne | Mondial - course en ligne | Tour de Lombardie |
| 2011  | 107e           | -             | -                 | 69e           | -                | -               | -                    | -                     | 43e                   | 134e             | -            | -              | x                    | -                         | -                 |
| 2012  | -              | -             | -                 | -             | -                | -               | -                    | -                     | AB                    | 48e              | AB           | 71e            | -                    | AB                        | -                 |
| 2013  | -              | -             | -                 | -             | AB               | 112e            | 128e                 | AB                    | -                     | -                | -            | -              | x                    | AB                        | AB                |
| 2014  | 78e            | -             | -                 | -             | 12e              | -               | -                    | -                     | -                     | -                | -            | -              | x                    | 14e                       | -                 |
| 2015  | 3e             | -             | -                 | -             | 3e               | AB              | -                    | -                     | -                     | -                | 2e           | 19e            | x                    | 2e                        | -                 |
| 2016  | 59e            | -             | -                 | -             | 5e               | 21e             | -                    | -                     | -                     | 4e               | 5e           | 4e             | -                    | 4e                        | -                 |
| 2017  | 12e            | -             | -                 | 8e            | 10e              | 67e             | 4e                   | -                     | -                     | 5e               | 3e           | 8e             | x                    | 3e                        | AB                |
| 2018  | 7e             | 13e           | -                 | 13e           | 24e              | 5e              | 63e                  | 55e                   | -                     | 4e               | Vainqueur    | Vainqueur      | x                    | -                         | AB                |
| 2019  | 12e            | -             | 6e                | -             | 16e              | 8e              | 35e                  | -                     | -                     | 14e              | Vainqueur    | 19e            | x                    | 24e                       | -                 |
| 2020  | 3e             | x             | -                 | -             | x                | -               | -                    | x                     | x                     | Vainqueur        | x            | x              | x                    | 7e                        | -                 |
| 2021  | 6e             | AB            | 21e               | 5e            | 4e               | 21e             | 19e                  | -                     | x                     | -                | x            | x              | -                    | 25e                       | -                 |
| 2022  | 4e             | -             | 11e               | -             | 7e               | NP              | AB                   | AB                    | -                     | 27e              | 2e           | 13e            | x                    | 3e                        | -                 |
| 2023  | -              | -             | AB                | -             | -                | -               | -                    | AB                    | -                     | 12e              | 3e           | 26e            | x                    | AB                        | -                 |
| 2024  | 2e             | AB            | 11e               | 62e           | 10e              | AB              | 36e                  | -                     | -                     | 7e               | Vainqueur    | AB             | 15e                  |                           |                   |

### Classements mondiaux
| Année                                 | 2009 | 2010 | 2011 | 2012 | 2013 | 2014 | 2015 | 2016 | 2017 | 2018 | 2019 | 2020 | 2021 | 2022 | 2023 | 2024 |
| ------------------------------------- | ---- | ---- | ---- | ---- | ---- | ---- | ---- | ---- | ---- | ---- | ---- | ---- | ---- | ---- | ---- | ---- |
| UCI World Tour                        |      |      | 63e  | 135e | 89e  | 73e  | 20e  | 21e  | 9e   | 7e   |      |      |      |      |      |      |
| Classement mondial                    |      |      |      |      |      |      |      | 11e  | 9e   | 11e  | 33e  | 32e  | 44e  | 11e  | 51e  | 30e  |
| UCI Europe Tour                       | 502e | 99e  |      |      |      |      |      | 76e  | 907e | nc   |      |      |      |      |      |      |
| UCI Asia Tour                         | nc   | 18e  |      |      |      |      |      | 11e  | nc   | nc   |      |      |      |      |      |      |
| UCI Oceania Tour                      | 39e  | 1er  |      |      |      |      |      | nc   | nc   | nc   | 2e   | 4e   | 4e   | 1er  | 3e   | 2e   |
|                                       |      |      |      |      |      |      |      |      |      |      |      |      |      |      |      |      |
| Légende : nc = non classéSource : UCI |      |      |      |      |      |      |      |      |      |      |      |      |      |      |      |      |

## Distinctions
- Cycliste australien de l'année en 2017